# 佐瀬達也
佐瀬 達也（させ たつや、1992年11月25日 - ）は、日本のサッカー選手。ポジションはDF。

## クラブ歴
千葉経済大学附属高等学校を卒業後、新潟県社会人サッカーリーグ2部に所属するJAPANサッカーカレッジのSEIROU 2002に加入、翌2012年には同カレッジの新潟県1部に所属するNIIGATA J.S.C.に昇格した。
2013年には福崎冬也、有馬嘉祥とともにNIIGATA J.S.C.からSリーグのアルビレックス新潟シンガポールに移籍。2014年にはアルビレックス新潟が新たに展開するアルビレックス新潟プノンペンに移籍となった。
2015年にはアデレード・オリンピックFCに移籍。2016年10月までの1年7ヶ月間在籍した。
2017年にスロベニア3部のNKブレドに移籍するも、怪我のために3月に解雇。同年4月にモンゴル1部のゴヨFCに移籍した。

## 個人成績
| 国内大会個人成績 | 国内大会個人成績 | 国内大会個人成績 | 国内大会個人成績 | 国内大会個人成績 | 国内大会個人成績 | 国内大会個人成績 | 国内大会個人成績 | 国内大会個人成績 | 国内大会個人成績 | 国内大会個人成績 | 国内大会個人成績 |
| 年度             | クラブ           | 背番号           | リーグ           | リーグ戦         | リーグ戦         | リーグ杯         | リーグ杯         | オープン杯       | オープン杯       | 期間通算         | 期間通算         |
| 年度             | クラブ           | 背番号           | リーグ           | 出場             | 得点             | 出場             | 得点             | 出場             | 得点             | 出場             | 得点             |
| シンガポール     | シンガポール     | シンガポール     | シンガポール     | リーグ戦         | リーグ戦         | リーグ杯         | リーグ杯         | シンガポール杯   | シンガポール杯   | 期間通算         | 期間通算         |
| ---------------- | ---------------- | ---------------- | ---------------- | ---------------- | ---------------- | ---------------- | ---------------- | ---------------- | ---------------- | ---------------- | ---------------- |
| 2013             | 新潟S            | 15               | Sリーグ          | 10               | 0                | 2                | 0                | 0                | 0                | 12               | 0                |
| 通算             | シンガポール     | シンガポール     | Sリーグ          | 10               | 0                | 2                | 0                | 0                | 0                | 12               | 0                |
| 総通算           | 総通算           | 総通算           | 総通算           | 10               | 0                | 2                | 0                | 0                | 0                | 12               | 0                |